# Haemin
Haemin Sunim (* 12. Dezember 1973 in Daejeon, Südkorea) ist ein koreanischer Zen-Mönch, Schriftsteller und Vortragender. Er lebt in Seoul und unternimmt weite Vortragsreisen.

## Leben
Haemin Sunim wanderte in die USA aus, um dort ein Filmstudium an der University of California, Berkeley zu beginnen. Später studierte er Vergleichende Religionswissenschaft in Harvard und Psychologie in Princeton. 
Danach unterrichtete er als Professor an einem kleinen Liberal-Arts-College in Massachusetts.
Um sich dem Buddhismus und der Spiritualität zu widmen, kehrte er nach Korea zurück. Dort verbrachte er einige Jahre im Kloster Yonghwasa in Incheon, wo er von einem Seon-Meister unterrichtet wurde.
Schon in jungen Jahren interessierte er sich für spirituelle Fragen wie jener, was nach dem Tod geschieht, und beschäftigte sich in seiner Highschoolzeit mit den Büchern von Krishnamurti.
Haemin wird auch als Twitter-Mönch bezeichnet, da er mit seinen Tweets mehr als 1,3 Millionen Menschen erreicht. Anfänglich hat er in den Sozialen Medien über das Wetter und was er gegessen hat geschrieben, bis er begann seine Erfahrungen und Gedanken mit anderen zu teilen. Regelmäßig wurde er plötzlich um Rat gebeten, wenn jemandes Mutter gestorben war, sich jemand scheiden lassen wollte, aber auch, wenn der Nachbar mit seiner lauten Musik nervte, wodurch er sich zu helfen inspiriert fühlte. Dies stieß auf so viel Zuspruch, dass die Idee zu einem Buch entstand.  
2012 erschien sein Buch Die schönen Dinge siehst du nur, wenn du langsam gehst in Korea und stand dort 41 Wochen auf dem ersten Platz der Bestsellerliste. Es folgten Übersetzungen ins Chinesische, Japanische, Thailändische, Französische, Englische und Deutsche. Das Buch hat sich mittlerweile mehr als 4 Millionen Mal verkauft.
Mit den Verkaufserlösen finanziert Haemin seine Vortragsreisen rund um die Welt und sein Projekt Schule der gebrochenen Herzen, wo Krebskranke, Vereinsamte, Trauernde und Eltern mit behinderten Kindern Zuflucht finden. Sie können dort an Tanz- und Kunsttherapie teilnehmen. 
Haemin vermittelt auf humorvolle Weise, wie man Achtsamkeit erlangt und durch Akzeptanz die Kontrolle ablegt. Durch Innehalten kann die Schönheit der Natur wieder wahrgenommen werden, durch Lächeln Stress sofort abgebaut werden. Nicht an alles zu glauben, was man denkt, lässt Platz zwischen den Gedanken und dem Selbst. Daher sagt Haemin: „Du bist der Himmel, nicht die Wolken Deiner Gedanken.“
Die wichtigsten Tipps von Haemin lauten: 
1. Wenn man zehn Sekunden Zeit hat, dann kann man zumindest lächeln.
2. Wenn man eine Minute Zeit hat, kann man ein paar tiefe Atemzüge zur Entspannung nehmen.
3. Wenn man von der Arbeit nach Hause zur Familie geht, sollte man zuvor fünfzehn Minuten für sich alleine sein. Man kann z. B. zwei Stationen früher aus der U-Bahn aussteigen und zu Fuß laufen, das entspannt und verändert die Stimmung. Immer bevor wir uns um andere kümmern, sollten wir uns zuerst um uns selbst kümmern.
4. Man sollte täglich drei Dinge aufschreiben, für die man dankbar ist/war. Einen Monat lang gemacht, beginnt man automatisch nach etwas zu suchen, für das man dankbar sein kann.

## Werke
- Die schönen Dinge siehst du nur, wenn du langsam gehst Scorpio Verlag, München 2017, ISBN 978-3-95803-134-0
- The Things You Can See Only When You Slow Down. How to be Calm in a Busy World. Penguin Life, UK 2017, ISBN 978-0-24129-819-0
- Die Liebe zu den nicht perfekten Dingen Scorpio Verlag, München 2018, ISBN 978-3-95803-159-3
- Love for Imperfect Things Penguin Life, UK 2019, ISBN 978-0-24133-112-5